# Bernardino Vitali

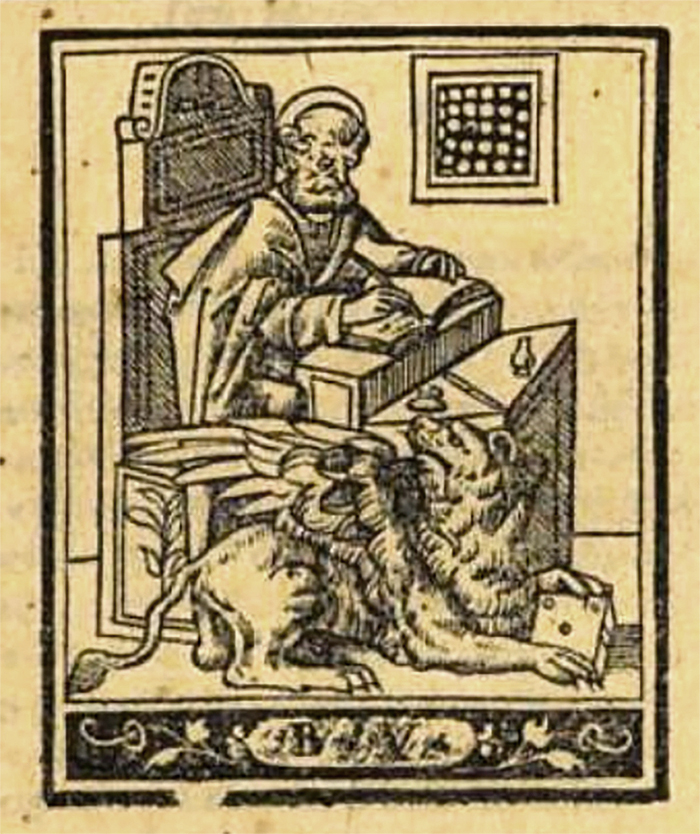
Druckermarke (Holzschnitt) der Druckerei Vitalis von 1521

Bernardino Vitali (latinisiert Bernardinus de Vitalibus oder Bernardinus Venetus de Vitalibus) war von 1494 bis 1539 in Venedig als Buchdrucker tätig, von 1523 bis 1529 auch zusammen mit seinem Bruder Matteo. Er arbeitete zwischenzeitlich aber auch in Rom (mit Unterbrechungen von 1507 bis 1522) und Rimini (1521).

## Druckwerke
- Regimen sanitatis cum expositione magistri Arnaldi de Villanova Cathellano noviter impressus. Venedig 1480.